# Pansa (cognom)
Pansa (llatí: Pansa) era un cognom romà que van portar diverses gens. Indicava una persona amb els peus grans i es donava sovint a les persones que tenien un peu molt gran o ample, semblant a Planc, Plaute i Escaure.
Personatges destacats amb aquest cognomen van ser:
- Luci Titini Pansa Sac, tribú amb potestat consolar el 400 i 396 aC
- Quint Apuleu Pansa, cònsol el 300 aC
- Gai Vibi Pansa, cònsol el 43 aC
- Gai Coriel·li Pansa, cònsol el 122